# Пјан дела Карлота (Рим)
Пјан дела Карлота је насеље у Италији у округу Рим, региону Лацио.
Према процени из 2011. у насељу је живело 16 становника. Насеље се налази на надморској висини од 262 м.